# لامپ کروکز

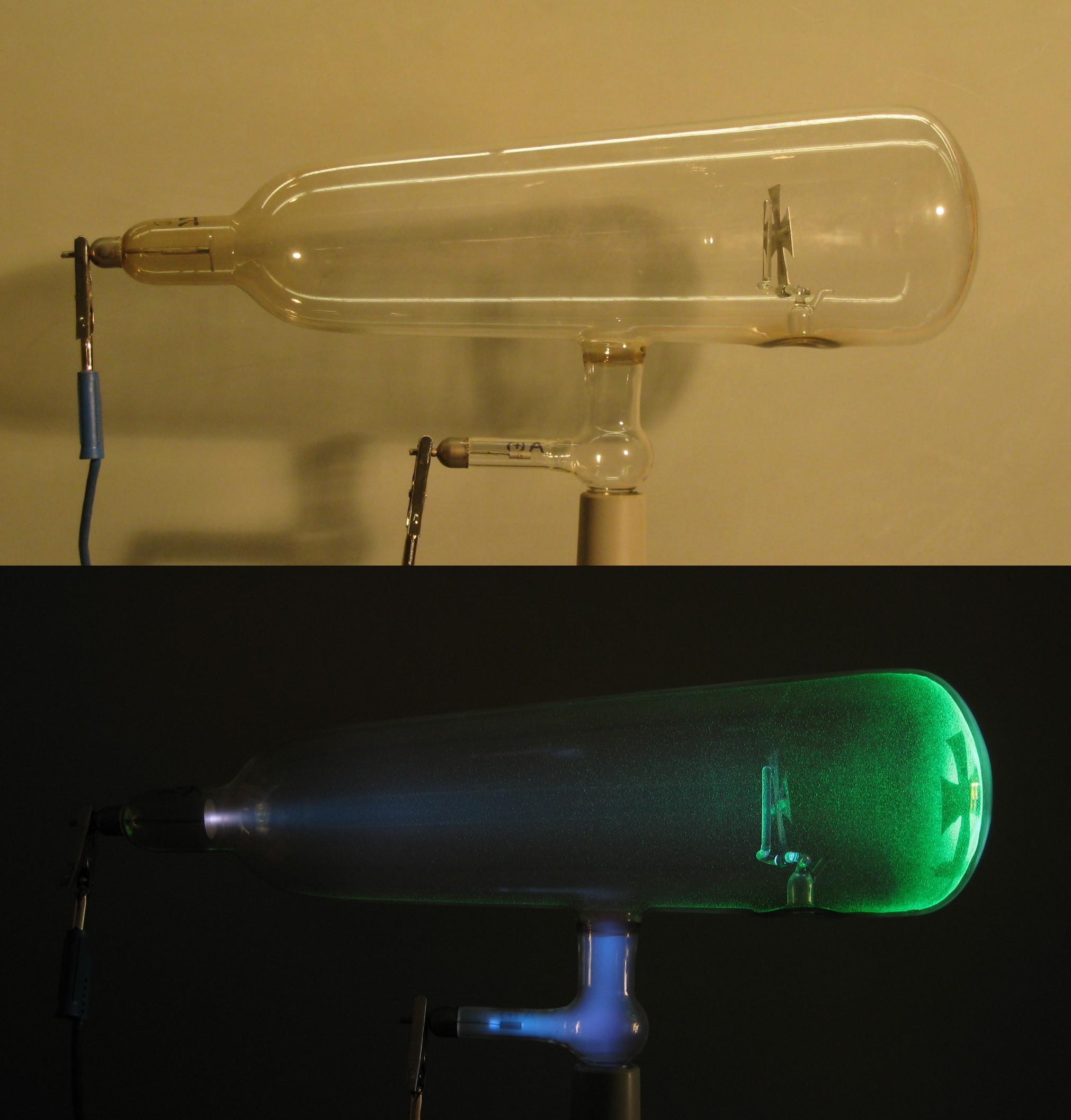
در بالا لامپ کروکس در حالت خاموش دیده می شود. الکترود کاتد در سمت چپ و الکترود آند در زیر لوله قرار دارد. در تصویر پایین پرتو کاتدی در لوله برقرار شده و در سمت راست تصویر به وسیله یک ماده فلوئورسانس ردیابی شده است.

لامپ کروکس یا کروکز (به انگلیسی: Crookes tube) نوعی لامپ کاتدی است که نخستین بار توسط فیزیکدان انگلیسی ویلیام کروکز اختراع شد که به کشف پرتوهای کاتدی (پرتویی از الکترون‌ها) انجامید.
لامپ کروکز از یک محفظهٔ شیشه‌ای دارای خلأ نسبی تشکیل شده که در هر طرف خود یک الکترود دارد. وقتی ولتاژ بالا بین الکترودها برقرار می‌شود، پرتوی کاتدی (الکترون‌ها) در مسیر مستقیم از الکترود کاتد ساطع می‌شوند.